# الهندوسية في كولومبيا
الهندوسية هي ديانة أقلية في كولومبيا ويمثلها بشكل رئيسي المصلين من هير كريشنا والمغتربين الهنود. لدى حركة هاري كريشنا معابد في 20 مدينة في البلاد. مع حوالي 700 عضو.